# 死党
《死党》（英語：Best Friends Forever）是Lennon Parham和Jessica St. Clair所创造的美国情景喜剧，本片于2012年4月4日起在美國國家廣播公司播出。